# 境部摩理勢
境部摩理勢（？—628年），是日本飛鳥時代大和朝廷蘇我氏貴族。
在628年推古天皇死時，摩理勢尋求山背大兄王，聖德太子兒子即位。
然而，他的侄子蘇我蝦夷反對他，並下令殺害摩理勢，確保他的人選舒明天皇會继承推古天皇。
他是蘇我稻目兒子和蘇我馬子的兄弟。